# Patamolls i verneda de Prullans
Els patamolls i la verneda de Prullans són una zona inundable del riu Segre d'unes 35 Ha, localitzada als termes de Prullans i Bellver de Cerdanya, a les envistes del nucli de Santa Eugènia i del poble de Prullans.
Aquest espai va ser en part modelat per l'extracció d'àrids del riu, que va afavorir l'aparició d'un conjunt de meandres i braços anastomosats. Aquests s'han mantingut, malgrat el rebliment parcial efectuat amb terres, un cop finalitzada l'activitat extractiva. La inundació d'aquests terrenys és temporal, en funció del nivell freàtic o de les avingudes del riu. La dinàmica fluvial i les condicions variables originen una diversitat d'ambients naturals de notable valor ambiental i bellesa paisatgística.
La vegetació hidrofítica i helofítica hi és escassa, amb poblacions de llenties d'aigua (Lemna sp.) i alguns claps de boga (Typha sp.) i càrex (Carex sp.). La vegetació forestal de ribera, en canvi, està molt ben representada i constitueix l'element més característic i diferenciador de l'espai. Està formada sobretot per una verneda molt extensa i ben estructurada i per salzedes, més discontínues. Apareixen també prats de dalls, als camps situats als marges del riu.
Pel que fa als hàbitats d'interès comunitari, cal remarcar l'hàbitat 91E0* "Vernedes i altres boscos de ribera afins (Alno-Padion)", que se situa a les zones menys afectades pels embats de l'aigua. Es troben també salzedes (hàbitat 92A0), a les parts més sotmeses a la força de les aigües, i prats de dall (hàbitat 6510 "Prats de dall de terra baixa i de la muntanya mitjana (Arrhenatherion)").
La verneda de Prullans constitueix una de les principals vernedes de tot el riu Segre, un cop desapareguda l'antigament existent a Rialb, sota les aigües de l'embassament. Al bosc de ribera apareixen també pollancres (Populus nigra), freixes de fulla gran (Fraxinus excelsior), salzes (Salix alba), sargues (Salix elaeagnos), saulics (Salix purpurea), trèmols (Populus tremula), gatells (Salix atrocinerea subsp. catalaunica), etc. L'estrat herbaci presenta també una gran diversitat de plantes d'herbassars humits (Stellaria holostea, Barbarea vulgaris, Anemone nemorosa, Lathraea clandestina, Ranunculus ficaria, Anemone ranunculoides, al·liària (Alliaria petiolata), etc.).
L'espai és de gran interès per a l'ornitofauna que nidifica en boscos de ribera i per a la fauna amfíbia, ja que queden tolls d'aigua desconnectats del riu, de forma dispersa, on els peixos no hi tenen accés. Destaca la presència de tritó palmat, així com de llúdriga i turó.
Aquest tram fluvial forma part de l'espai del PEIN "Riberes de l'Alt Segre", de l'espai de la Xarxa Natura 2000 ES5130007 "Riberes de l'Alt Segre" i de la Reserva natural parcial de Segre-Prullans. Part de l'espai és propietat de la Fundació Territori i Paisatge, que hi realitza una gestió orientada a la conservació, com a espai "Alt Segre" (pròxim a l'espai "Basses de Gallissà, també de la Fundació).
Els patamolls i el bosc de ribera es veuen afectats per una elevada freqüentació de visitants, tot i que concentrada principalment a 2 mesos d'estiu. A la part nord-oest de l'espai, el talús de la carretera N-260, sota la zona on s'ha habilitat una àrea de pic-nic, cau gairebé verticalment sobre el riu i s'hauria de fixar i re-vegetar, per disminuir l'erosió i el risc de despreniments. En aquest sector, la morfologia resultat del pas de la carretera estableix un cert constrenyiment a la dinàmica fluvial.